# Pianism
| Recensione | Giudizio |
| ---------- | -------- |
| AllMusic   | [ 1 ]    |

Pianism è un album discografico a nome di The Michel Petrucciani Trio, pubblicato dalla casa discografica Blue Note Records nel 1986.

## Il disco
Il disco è stato registrato pochi giorni dopo la conclusione della intensa tournée del medesimo trio, che li aveva visti coinvolti in 32 concerti in 40 giorni.
Assieme a Michel Petrucciani, il trio era composto dal contrabbassista svedese Palle Danielsson e dal batterista statunitense Eliot Zigmund.
Petrucciani aveva incontrato Danielsson nel gruppo del sassofonista Charles Lloyd, mentre Zigmund era stato uno dei primi musicisti con il quale aveva fatto amicizia sei anni prima, quando era appena arrivato negli Stati Uniti, appena sedicenne, e aveva fatto parte del primo gruppo di Petrucciani nel 1983.
I primi due brani, The Prayer e Our Tune, erano stati scritti nel settembre precedente, mentre Petrucciani e la moglie Eugenia erano ospiti nella casa di Zigmund a Brooklyn. In particolare, il primo brano è una specie di ringraziamento a Zigmund per l'ospitalità, che seguiva un periodo in cui Petrucciani e la moglie, con il loro levriero afgano, avevano trascorso una tribolata convivenza con alcuni amici in un appartamento di Manhattan. Our Tune fu scritto nella stessa notte e voleva esser dedicato alla moglie, ma siccome le aveva già dedicato un brano, fu scelto un titolo che si riferisse ad entrambi, per farne ciò che di solito si definisce “la nostra canzone'’.
Il terzo brano è invece dedicato a Face, il loro cane afghano (che peraltro morì poche settimane dopo).
Il brano Regina è stato ispirato dalla cantante brasiliana Elis Regina, l'ascolto della cui musica era stata suggerita a Petrucciani da Danielsson, grande fan della cantante. Petrucciani ne rimase affascinato e le dedicò questo pezzo.
L'idea di eseguire Night and Day venne dopo un concerto, per ovviare al fatto di suonare sempre gli stessi brani. Inizialmente furono proposti brani di Wayne Shorter, ma Petrucciani aveva l'idea che ci fossero brani "nati per piano" e brani "per ottoni", così accennò al celebre pezzo di Cole Porter, che fu accettato dagli altri e successivamente inserito in questo album.
Un altro brano in scaletta fu proposto dal produttore Mike Berniker: si tratta di Here's That Rainy Day, che Petrucciani aveva suonato spesso con Freddie Hubbard, ma mai inciso prima di allora.
In generale, l'album testimonia la grande intesa tra i tre musicisti, formatasi nel corso degli anni e cementata nella tournée di poco precedente, anche se ovviamente la parte del leone la fa il bandleader francese col suo tipico ed inconfondibile stile.

## Tracce

### LP
Lato A
1. The Prayer – 11:13 (Michel Petrucciani)
2. Our Tune – 7:03 (Michel Petrucciani)
3. Face's Face – 4:41 (Michel Petrucciani)

Lato B
1. Night and Day – 9:25 (Cole Porter)
2. Here's That Rainy Day – 8:20 (Johnny Burke, James Van Heusen)
3. Regina – 9:13 (Michel Petrucciani)

## Formazione
- Michel Petrucciani - pianoforte
- Palle Danielsson – contrabbasso
- Eliot Zigmund – batteria

Note aggiuntive
- Mike Berniker - produttore
- Registrazioni effettuate il 20 dicembre 1985 presso RCA Studio C di New York City, New York (Stati Uniti)
- Mike Moran - ingegnere delle registrazioni
- John Berg - design copertina album originale
- David Kennedy - fotografia copertina album originale
- Mary Ann Topper - personal management
- Ringraziamenti speciali a: Eugenia Morrison, Mary Ann Topper e Bruce Lundvall[3]